# 선의왕후 (고려)
선의왕후 유씨(宣義王后) 또는 선의왕태후(宣義王太后)는 고려의 추존 국왕인 대종의 아내로, 성종의 모후이다. 성은 유(柳), 본관은 정주(貞州).

## 생애
고려의 초대 왕 태조와 정덕왕후 유씨 사이에서 태어났다. 이후, 배다른 남매인 왕욱(王旭)과 혼인하여 성종과 헌애왕후, 헌정왕후를 비롯한 3남 2녀를 낳았다. 그러나 그녀와 부군인 왕욱 모두 일찍 사망하여, 아이들은 선의왕후의 시어머니이자 태조의 제4후인 신정왕후의 손에 자라게 되었다.
아들인 개령군(開寧君) 왕치(王治)가 왕위에 오르자, 남편과 함께 추존되어 선의왕후 유씨가 되었다.
태조와 제6후(后) 정덕왕후 유씨 사이의 둘째딸이다. 태조 제4후 신정왕후 황보씨 소생 대종과 혼인하여 3남 2녀를 두었는데 아들은 효덕태자, 개령군 왕치, 경장태자가 있었다. 둘째 아들 개령군이 경종에 이어 왕위에 올라 성종이 되었고 두 딸은 모두 경종의 왕후가 되어 헌애왕후와 헌정왕후로 불렸다. 자녀의 성장을 돌보지 못하고 젊은 나이로 죽었기 때문에 성종은 어려서부터 할머니인 신정왕후 손에서 보살핌을 받고 자랐다.
남편인 대종이 왕위에 오르지 않았기 때문에 실제로는 왕후가 아니지만 뒤에 아들인 성종이 즉위하여 그 부모에게 추존호(追尊號)를 올렸으므로 왕후의 반열에 들어가게 되었다.

## 가족 관계
본가 개성 왕씨(開城 王氏) 
- 조부 : 추존 세조대왕(世祖大王, ? ~897)
- 조모 : 추존 위숙왕후 한씨(威肅王后 韓氏, 생몰년 미상)
  - 아버지 : 제1대 태조대왕(太祖大王, 877~943 재위:918~943)
- 외조부 : 시중 유덕영(侍中 柳德英, 생몰년 미상)
- 외조모 : ?
  - 어머니 : 정덕왕후 정주 유씨(貞德王后 貞州 柳氏, 생몰년 미상)
    - 오빠 : 왕위군(王位君, 생몰년 미상)
    - 오빠 : 인애군(仁愛君, 생몰년 미상)
    - 오빠 : 원장태자(元莊太子, 생몰년 미상)
    - 오빠 : 조이군(助伊君, 생몰년 미상)
    - 언니 : 문혜왕후 정주 유씨(文惠王后 貞州 柳氏, 생몰년 미상)
    - 동생 : 덕성공주 유씨(德省公主 柳氏, 생몰년 미상)

 시가 개성 왕씨(開城 王氏) 
- 조부 겸 시조부 : 추존 세조대왕(世祖大王, ? ~897)
- 조모 겸 시조모 : 위숙왕후 한씨(威肅王后 韓氏, 생몰년 미상)
  - 시아버지 겸 부 : 제1대 태조대왕(太祖大王, 877~943 재위:918~943)
  - 시어머니 겸 서모 : 신정왕후 황주 황보씨(神靜王后 黃州 皇甫氏, ?~983)
    -  이복오빠 겸 부마  : 추존 대종대왕(戴宗大王, ?~969)
      - 장남 : 효덕태자(孝德太子, 생몰년 미상)
      - 차남 : 제6대 성종(成宗大王, 961~997 재위: 981~997)
      - 3남 : 경장태자(敬章太子, 생몰년 미상)
        - 손녀 : 원용왕후 정주 유씨(元容王后 貞州 劉氏, 생몰년 미상)

      - 장녀 : 헌애왕후 황주 황보씨(獻哀王后 黃州 皇甫氏, 964~1029) 경종의 비
        - 외손자 : 제7대 목종대왕(穆宗大王, 980~1009 재위: 997~1009)
        - 외손부:   문덕왕후  유씨(광종+대목왕후 황보) +흥덕태자(왕건의 손자)의 딸:++문덕왕후: 성종의 1비(재혼)

      - 차녀 : 헌정왕후 황주 황보씨(獻貞王后 黃州 皇甫氏, 959?~992/993) 경종의 비
        - 외손자 : 제8대 현종대왕(顯宗大王, 992~1031 재위:1009~1031)